# باب ليمون
باب ليمون  قرية سوريّة تتبع إداريّاً لمحافظة حلب منطقة الباب ناحية الراعي، بلغ تعداد سكانها 143 نسمة حسب التعداد السكاني لعام 2004.